# Héctor Yazalde
Héctor Casimiro Yazalde (Avellaneda,  1946. május 29. – Buenos Aires, 1997. június 18.) aranycipős, argentin válogatott labdarúgó.